# Горбок
Горбо́к — село у Мукачівській міській громаді Мукачівського району Закарпатської області України.
Sarkad, Oroszfalu, Kissarkad (в угорських джерелах), Sarkad (Шаркадь) (в чехословацьких джерелах).
Колишня назва — Шаркадь.
До створення села Шаркадь, на цьому місці було кладовище, січовики там ховали своїх загиблих воїнів. Мадяри зруйнували христи, і побулували на території кладовища будинки, коли заселилося село, та вони вночі чули стуки шабель, кров воїнів, плач жінок, у деяких випадках люди зранку на вікнах помічали кров. Легенда ходить, що це захоронені Січовики мстять людям, що порушили їхній покой. Легенда каже що одного разу до правителя села Шаркадь, Каричковського Вангерда вночі прийшли січовики і вбили його, перед смертю вони йому сказали що всі твої люди помруть, що з того світу їхні побратими прийдуть і заберуть їх, ранком жінка і двоє дітей Вангерда прокинулися і побачили свого батька мертвого, вони вибігли на подвір'я і село неначе спустіло жодного звука не було чути, дома спустіли. Жінка взяла своїх дітей і уїхала. Легенда каже що через століття сім'я Каричковська повернеться у село, і викупить вину своїх предків. Через деякий час Шаркадь переіменували у Горбок і почали засилятися Українські сім'ї.

## Історичні факти
На південь від села Горбок, біля ферми — поселення раннього заліза. В урочищі Мочар, біля села — поселення перших століть нашої ери, досліджувалося експедицією УжДУ в 1974 році.
Згадка 1398 p.
Згадка про руську церкву належить до XIV ст. У 1418 р. згадано руську каплицю, що згоріла.
У 1682 р. в урбаріальних записах ідеться про ділянку попа Миколи Жерепка як придатну для церкви. Пізніші згадки про церкву належать до 1692 та 1755 р. У 1860 р. дерев'яна церква згоріла, і на те місце люди поставили 4-метровий металевий хрест. У період сталінізму хрест довелося сховати, а тепер він знову на своєму місці. Інший хрест, який поставили селяни, котрі повернулися з Америки, зруйнували.
У 1860 (а можливо, ще в 1848) р. почали будувати теперішню муровану церкву за проектом священика Степана Берланія. Іконостас зробили за гроші, отримані за проданий ліс. На зворотному боці намісної ікони Ісуса Христа зберігся текст стосовно оздоблення церкви: Сєй іконостазіонъ, и ціла Церковъ | измальованна в рокахъ 1871, и 1872. Чрезъ | Бл. Г. Фердинанда Відри и Іоаніа Вайріх | Позолоченна в рокахъ 1870, и 1871 — чрєзъ: Г. Фр. | Поволиі и оурізанноє в нєи дерево. Чрєзъ | Г. Стефана Ковачъ и Онуфрия Кокодиняк | в роках 1868, 1869 и 1870.
Текст на зворотному боці ікони Богоматері повідомляє, очевидно, про освячення церкви: Подъ єпископствомъ Єго Высоко Прєвосходитєл | ства Г. СТЄФАНА ПАНКОВИЧ | Подъ Намістничєством: єго Высоко Препод. Г. АВГУСТИНА ДАНІЄЛОВИЧА | Подъ Духовенством Преподобнаго | Г. СТЄФАНА БЕРЛАНІЯ. | Подъ Титорствомъ Іоанна Сумионъ и Василь | Вирагь и подъ Сілскимъ Судіємъ Василіа Алр… | Совершилося Шаркадъ 1872 майя 3го.
Біля церкви стоїть дерев'яна каркасна дзвіниця. Один із дзвонів виготовив Лайош Ласло в Малих Ґеївцях у 1856 р., один з малих дзвонів відлив у 1923 р. Яр. Белогоубек у чеському місті Градец-Кралове.
Церква св. арх. Михайла. 1997.
Місце майбутньої церкви та хрест освятив єпископ Євфимій у 1994 р. Будівельні роботи очолив місцевий майстер Василь Дешко. Особливо відзначилися на будівництві Юрій Алфелді, Василь Кучінка, Василь Максим, Іван Нодь. Постійно докладали зусиль голова церковної громади Михайло Попфолуші, священик о. Іван Гонак та й уся православна громада, що налічує 35 сімей.
Бетонне аркове перекриття та вежу збудували будівельники з Мукачева. Спорудження цегляної базилічної церкви тривало до 1997 р. Іконостас та ікони до нього виготовили в Чинадієві.
Біля церкви в 1995 р. Василь Дешко спорудив з дуба відкриту каркасну конструкцію дзвіниці, а 3 дзвони привезли з Роздола на Львівщині.
15 березня 1939 біля села відбувся бій сотні Карпатської Січі з угорськими окупантами: 
| Мадяри вже встигли зайняти село Шаркодь, але січовики, які спочатку відступили, потім несподівано заатакували мадярів у Шаркоді, розбили їхній відділ - коло 30 вояків, та взяли до полону трьох здорових і чотирьох поранених гонведів та два вози, навантажені бойовим вирядом і зброєю. Операціями керує поручник Осип Свобода (Карачевський) |

## Населення
Згідно з переписом УРСР 1989 року чисельність наявного населення села становила 818 осіб, з яких 384 чоловіки та 434 жінки.
За переписом населення України 2001 року в селі мешкало 778 осіб.

### Мова
Розподіл населення за рідною мовою за даними перепису 2001 року:
| Мова       | Відсоток |
| ---------- | -------- |
| українська | 99,87 %  |
| російська  | 0,13 %   |

## Туристичні місця
- На південь від села Горбок, біля ферми — поселення раннього заліза.
-  урочищі Мочар, біля села — поселення перших століть нашої ери 